# 保安镇 (叶县)
保安镇，是中华人民共和国河南省平顶山市叶县下辖的一个乡镇级行政单位。

## 行政区划
保安镇下辖以下地区：
一村、二村、三村、陈岗村、牛庵村、杨四庄村、东余庄村、大辛庄村、寨王村、暴沟村、蔡屯村、文井村、冯庵村、前古城村、南寨河村、夏元村、花阳村、李吴庄村、魏岗铺村、吕楼村、柳庄村、李湾村、白庙村、文寨村、东官庄村、庙岗村、辛庄村、花山吴村、罗冲村和杨令庄村。